# Torre-xiva

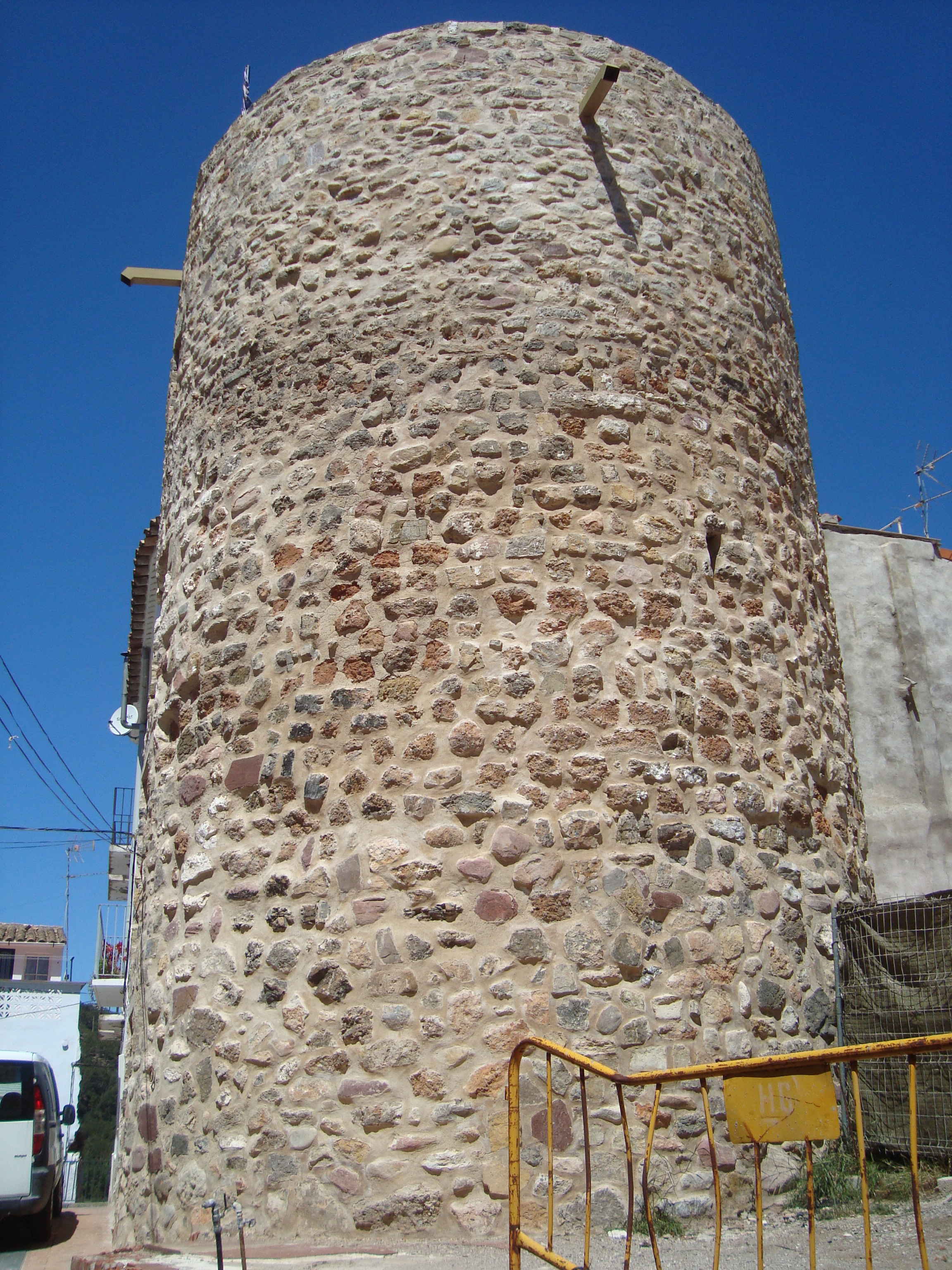
Torre de Torre-xiva

Torre-xiva (en castellà i oficialment, Torrechiva) és un municipi valencià que es troba a la comarca de l'Alt Millars.

## Geografia

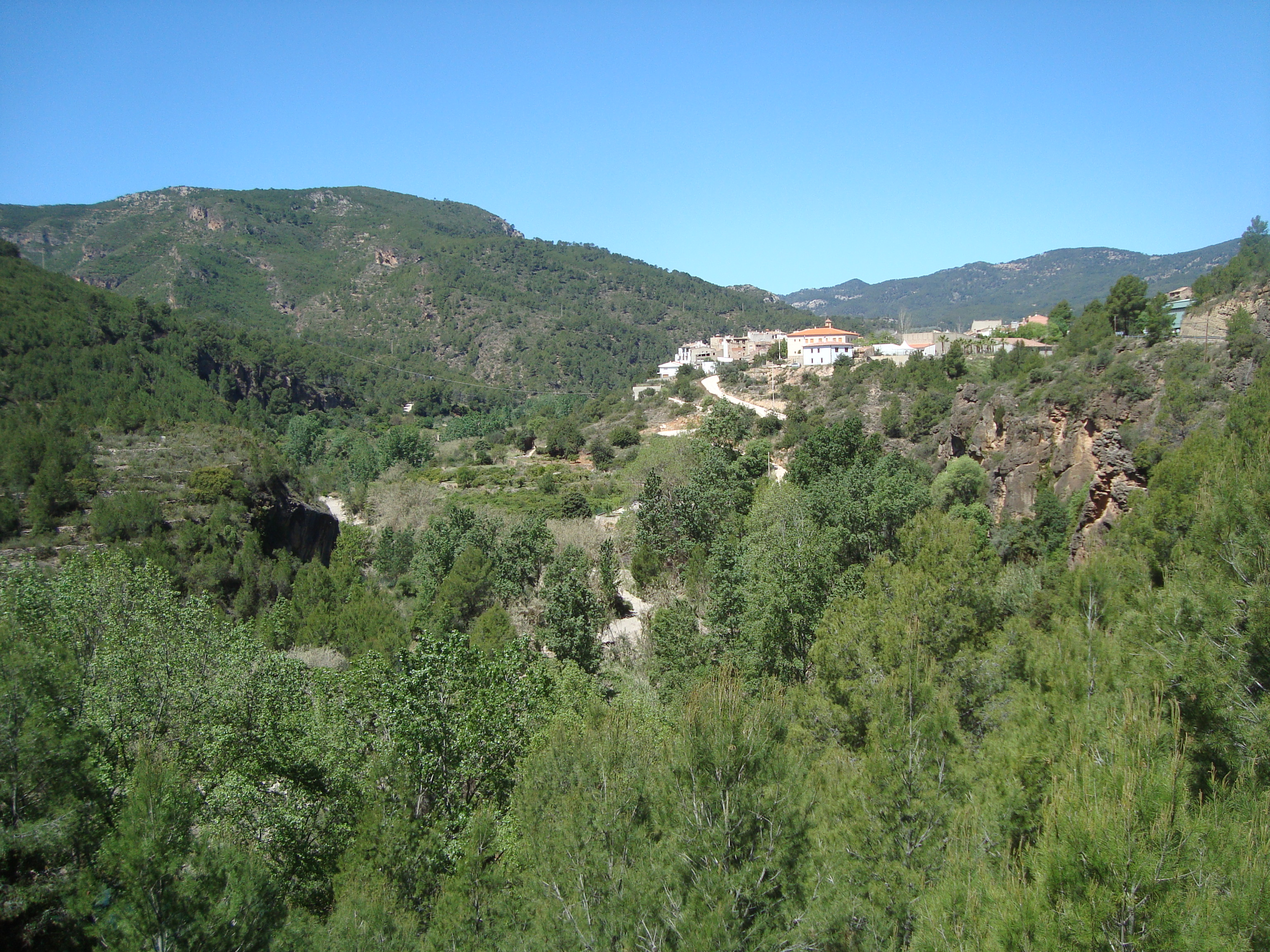
Panoràmica de Torre-xiva

Gran part del seu terme està travessat pel riu Millars; es troba poblat de grans extensions de bosc on les espècies predominants són el pi i l'alzina. Així, 678 hectàrees del terme municipal estan ocupades per bosc i tan sols 216 per superfícies de cultius.
Limita amb Cirat, Lludient, Toga, Espadella i les Fonts d'Aiòder.

## Història
La població és d'origen àrab i va ser conquistada pel rei cristià Jaume I en el segle xiii. Lloc de moriscs, entre 1565 i 1572 la població musulmana ascendia a 17 cases, però arran de l'expulsió dels moriscs, va quedar reduïda a 16 llars en 1646. Fins al segle xix va formar part del ducat de Vilafermosa. Les principals produccions agràries durant els segles xviii i xix eren els cereals, la garrofera, l'ametler, l'olivera i la morera (que ha desaparegut en el segle XX). Durant les guerres civils del segle xix va estar quasi sempre ocupada pels carlistes.

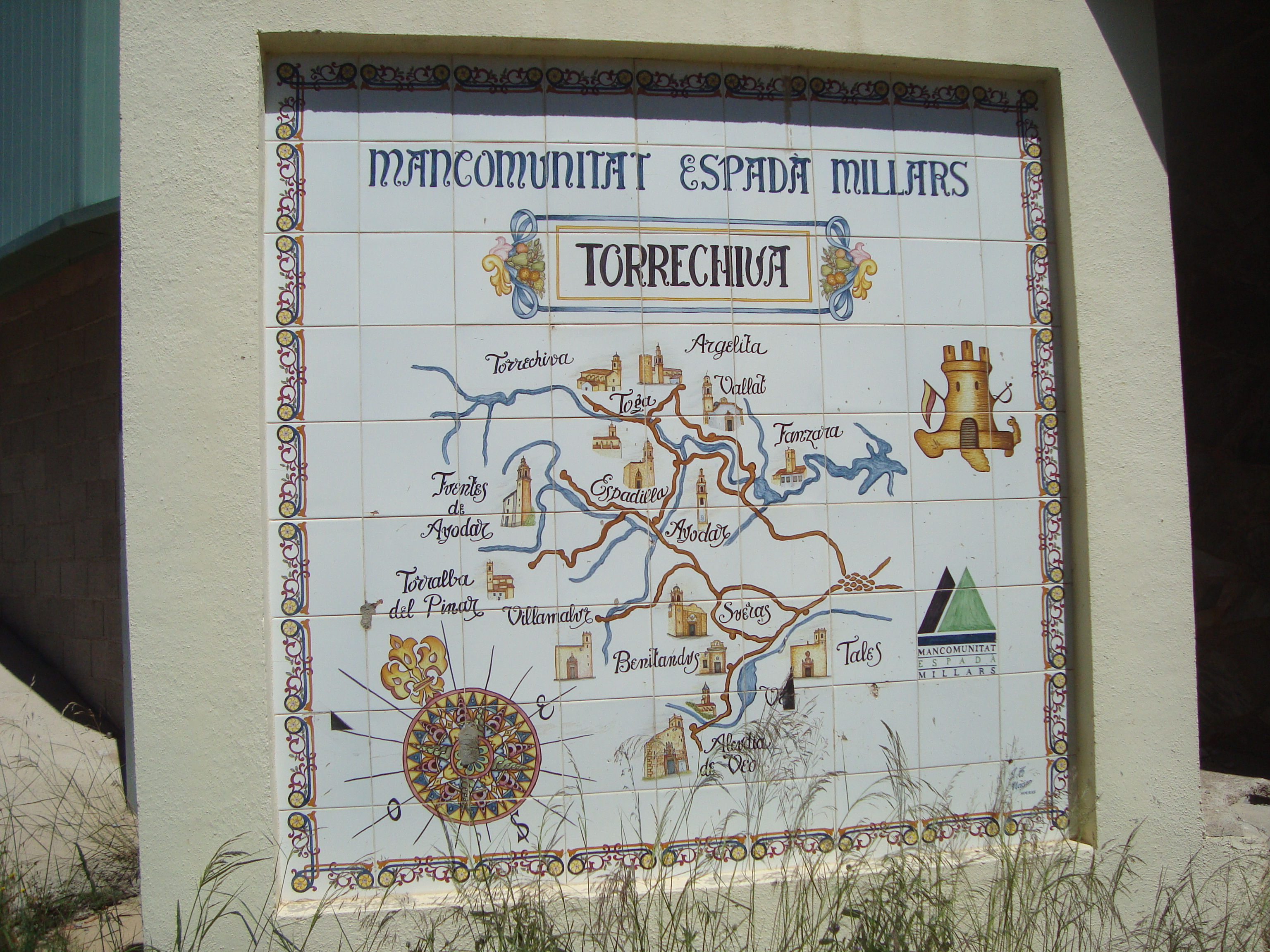
Torre-xiva, mural ceràmic, Mancomunitat Turística Espadà-Millars

## Demografia
| 1990 | 1992 | 1994 | 1996 | 1998 | 2000 | 2002 | 2004 | 2006 | 2008 | 2010 |
| ---- | ---- | ---- | ---- | ---- | ---- | ---- | ---- | ---- | ---- | ---- |
| 62   | 63   | 62   | 63   | 68   | 76   | 86   | 88   | 98   | 98   | 96   |

## Economia

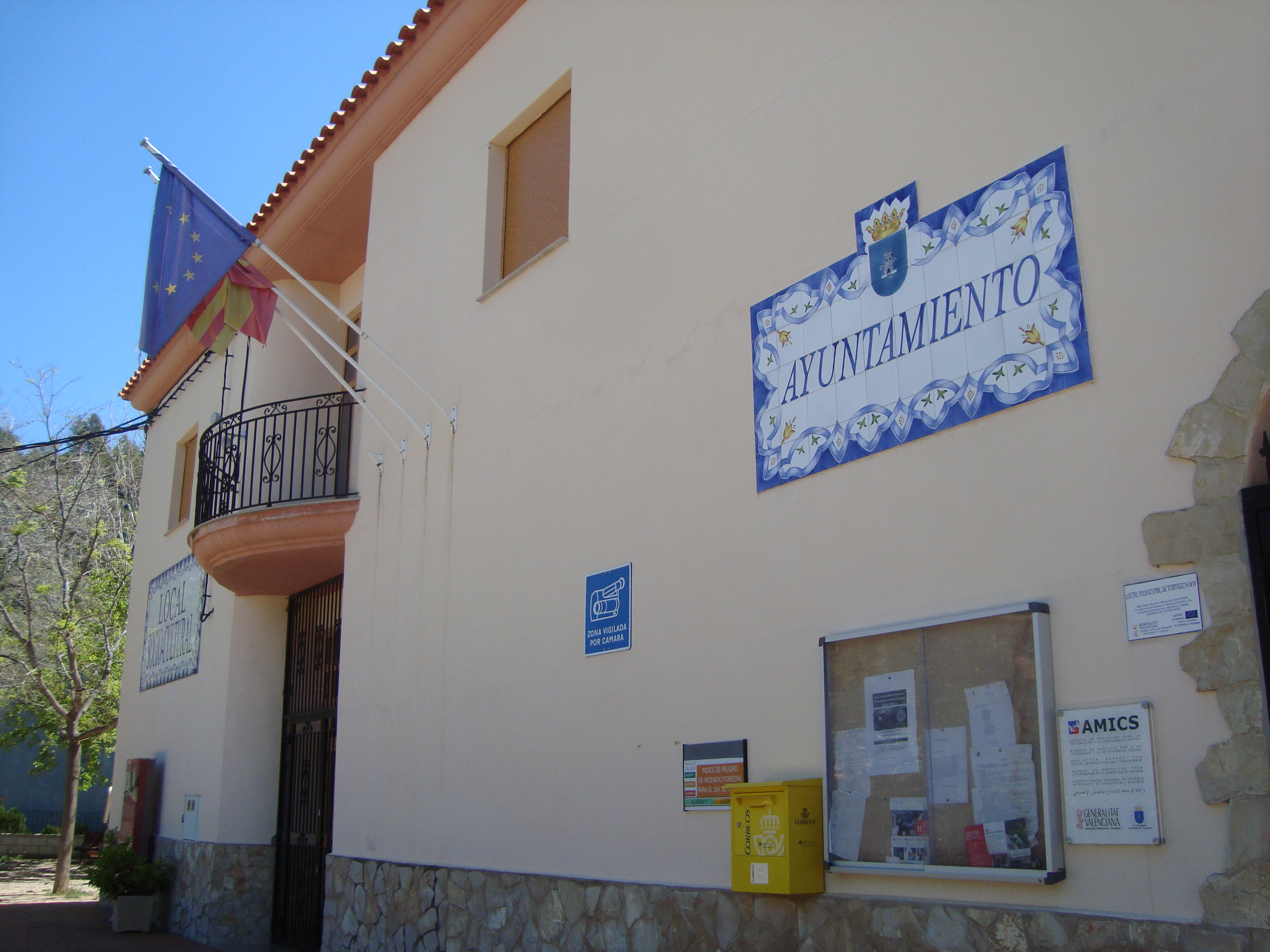
Ajuntament de Torre-xiva.

L'agricultura és quasi exclusivament de secà i els camps se situen en el clàssic abancalament en terrasses, encara que hui dia la majoria estan abandonats. També hi trobem cultius de regadiu, sobretot de cítrics, en la part més baixa del poble, al costat del riu Millars.

## Política i govern

### Alcaldia
Des de 1995 l'alcalde de Torre-xiva és Esteban Salas Guillamón, del Partit Popular (PP).
| Període                       | Alcalde o alcaldessa                           | Partit polític | Data de possessió     | Observacions |
| ----------------------------- | ---------------------------------------------- | -------------- | --------------------- | ------------ |
| 1979–1983                     | Joaquín Herrandos Guillamón Carlos Lecha Chiva | UCD            | 19/04/1979 20/04/1980 | n/d --       |
| 1983–1987                     | Carlos Lecha Chiva Rafael Bonet Andreu         | PDL            | 28/05/1983 13/06/1985 | n/d --       |
| 1987–1991                     | Rafael Bonet Andreu                            | IND            | 30/06/1987            | --           |
| 1991–1995                     | Rafael Bonet Andreu                            | PP             | 15/06/1991            | --           |
| 1995–1999                     | Esteban Salas Guillamón                        | PP             | 17/06/1995            | --           |
| 1999–2003                     | Esteban Salas Guillamón                        | PP             | 03/07/1999            | --           |
| 2003–2007                     | Esteban Salas Guillamón                        | PP             | 14/06/2003            | --           |
| 2007–2011                     | Esteban Salas Guillamón                        | PP             | 16/06/2007            | --           |
| 2011–2015                     | Esteban Salas Guillamón                        | PP             | 11/06/2011            | --           |
| 2015–2019                     | Esteban Salas Guillamón                        | PP             | 13/06/2015            | --           |
| 2019-2023                     | Esteban Salas Guillamón                        | PP             | 15/06/2019            | --           |
| Des de 2023                   | n/d                                            | n/d            | 17/06/2023            | --           |
| Fonts: Generalitat Valenciana |                                                |                |                       |              |

### Eleccions municipals de 2015

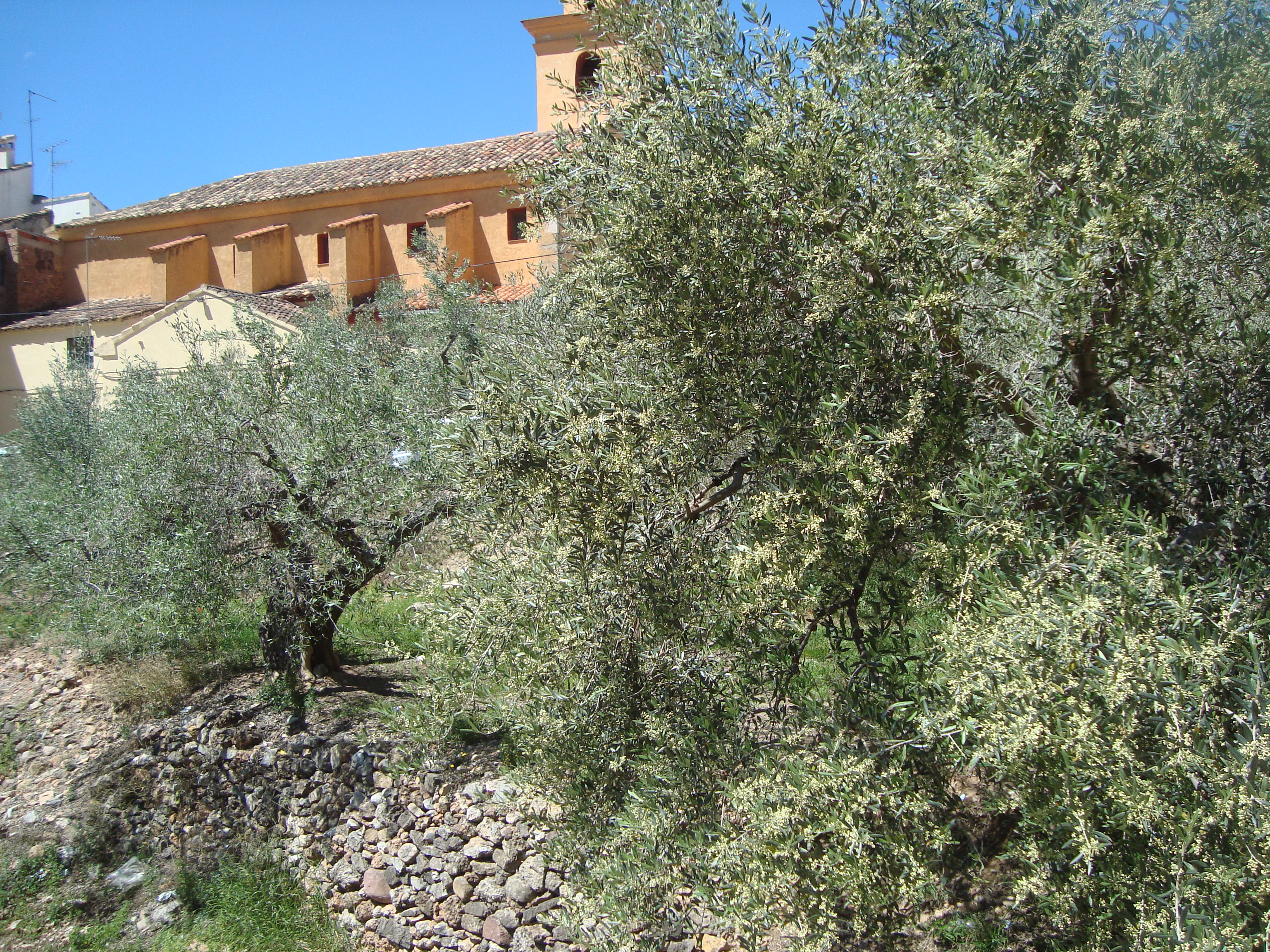
Oliveres olieres.

| Candidatura | Candidatura                               | Cap de llista           | Vots | Regidors | % vots |
| ----------- | ----------------------------------------- | ----------------------- | ---- | -------- | ------ |
|             | Partit Popular de la Comunitat Valenciana | Esteban Salas Guillamón | 50   | 3        | 83.33  |
|             | Partit Socialista del País Valencià       | Gema de la Paz Badenas  | 5    | 0        | 8.33   |
|             | En blanc                                  |                         | 3    |          | 5.00   |
|             | Nuls                                      |                         | 3    |          | 4.76   |
| Total       | Total                                     | 63                      | 63   | 3        |        |

## Monuments

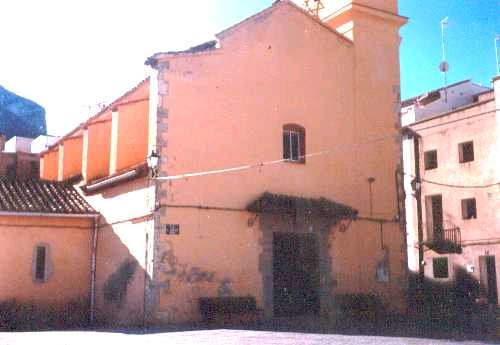
Església de Sant Roc

- Església de Sant Roc. Del segle xviii.

Molt similar a la resta de les esglésies existents en la zona, d'estil barroc desornamentat o renaixentista. Té una sola nau amb dependències annexionades, i un campanar.
- Torre de Torre-xiva. Del segle xiii.

La ubicació actual de la torre és en l'interior de la població; no obstant això, el lloc on se situa respon a la defensa del pas de l'estret de Toga, aigües amunt d'este pas angost i al marge dret del riu Millars. La torre és de planta circular. Presenta factura bastant tosca realitzada amb palets de diferents grandàries, travats amb argamassa, i es troba mig encastada en la façana d'una casa. L'estat de conservació és aparentment acceptable, i és utilitzada com a habitatge.
- Castell. Del segle xi.

Restes del castell d'origen musulmà. Actualment es troba en ruïnes i només la torre roman en peus.

## Festes i celebracions

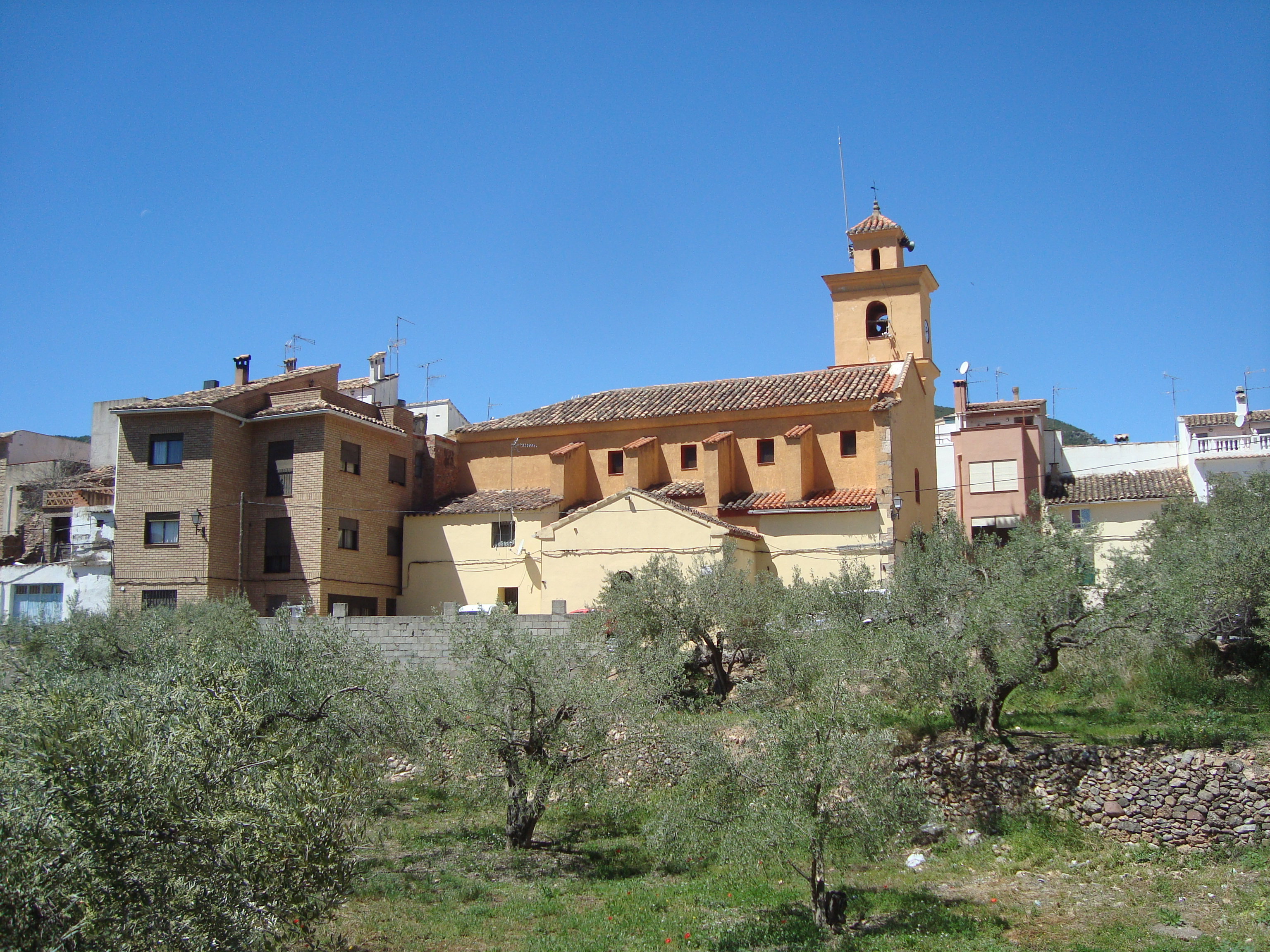
Torre-xiva

- Torre-xivaSant Antoni. El 17 de gener.
- Sant Roc. El 16 d'agost.